# Brunsiina
Brunsiina es un género de foraminífero bentónico considerado un sinónimo posterior de Glomospiranella de la subfamilia Septabrunsiininae, de la familia Tournayellidae, de la superfamilia Tournayelloidea, del suborden Fusulinina y del orden Fusulinida. Su especie tipo es Glomospiranella asiatica. Su especie-tipo era Brunsiina uralica. Su rango cronoestratigráfico abarcaba el Tournasiense superior (Carbonífero inferior).

## Discusión
Algunas clasificaciones más recientes hubiesen incluido Brunsiina en la familia Septabrunsiinidae, de la superfamilia Lituotubelloidea, del suborden Tournayellina, del orden Tournayellida, de la subclase Fusulinana y de la clase Fusulinata.

## Clasificación
Brunsiina incluía a las siguientes especies:
- Brunsiina barsae †
- Brunsiina dainae †
- Brunsiina lipinae †
- Brunsiina pigmea †
- Brunsiina primula †
- Brunsiina uralica †
- Brunsiina xiengtongensis †

En Brunsiina se ha considerado el siguiente subgénero:
- Brunsiina (Neobrunsiina), aceptado como género Neobrunsiina